# 6801 Střekov
A 6801 Strekov (ideiglenes jelöléssel 1995 UM1) a Naprendszer kisbolygóövében található aszteroida. Zdeněk Moravec fedezte fel 1995. október 22-én.